# Lenka Háječková
Lenka Háječková (nazwisko panieńskie: Lenka Felbábová, ur. 18 kwietnia 1978 w Pradze) – czeska siatkarka plażowa, uczestniczka Letnich Igrzysk Olimpijskich w 2012.

## Kariera
Háječková jest pięciokrotną mistrzynią Czech w siatkówce plażowej (2000, 2006, 2008, 2009 i 2010). W 2011 podczas Mistrzostw Świata wraz z Haną Klapalovą zajęła 4. miejsce. Na Mistrzostwach Europy w 2011 i 2012 (również w parze z Klapalovą) zajęła 4. miejsca.
W 2012 roku reprezentowała Czechy na Letnich Igrzyskach Olimpijskich w Londynie w parze z Haną Klapalovą. Po porażce z Niemkami i zwycięstwach nad reprezentantkami Mauritiusu i Brazylii zajęły trzecie miejsce grupie A i zakończyły swój udział w turnieju olimpijskim.
Lenka jest absolwentką wydziału wychowania fizycznego i sportu Uniwersytetu Karola w Pradze na kierunku wychowania fizycznego i treningu sportowego. Jest trenerką siatkówki klasy I. Jest zamężna, ma córkę o imieniu Laura urodzoną w 2008.